# Guillermo Daniel Rodríguez
Guillermo Daniel Rodríguez Pérez (ur. 21 marca 1984 w Montevideo) – urugwajski piłkarz występujący na pozycji obrońcy. Zawodnik klubu Chiapas.

## Kariera klubowa
Rodríguez zawodową karierę rozpoczynał w 2002 roku w zespole Danubio. W 2004 roku zdobył z nim mistrzostwo Urugwaju. Na początku 2005 roku został wypożyczony do meksykańskiego Atlasu. W Primera División de México zadebiutował 30 stycznia 2005 roku w przegranym 0:1 pojedynku z Jaguares de Chiapas. 20 lutego 2005 roku w przegranym 1:4 spotkaniu z Monarcasem strzelił pierwszego gola w Primera División de México. Przez rok w barwach Atlasu rozegrał 29 spotkań i zdobył 4 bramki.
W styczniu 2006 roku Rodríguez zakończył wypożyczenie w Atlasie i na tej samej zasadzie odszedł do francuskiego RC Lens. W Ligue 1 pierwszy mecz zaliczył 18 lutego 2006 roku przeciwko Stade Rennes (1:4). W ciągu pół roku w barwach Lens wystąpił 2 razy.
W połowie 2006 roku podpisał kontrakt z argentyńskim CA Independiente. W Primera División Argentina zadebiutował 6 sierpnia 2006 roku w wygranym 4:1 pojedynku z Colónem. W Independiente spędził 3 lata.
W 2009 roku Rodríguez wrócił do Urugwaju, gdzie został graczem CA Peñarol. W 2011 roku przeszedł do Ceseny. Obecnie jest zawodnikiem Torino FC.

## Kariera reprezentacyjna
W reprezentacji Urugwaju Rodríguez zadebiutował 13 lipca 2004 roku w przegranym 2:4 meczu rozgrywek Copa América z Argentyną. Na tamtym turnieju, zakończonym przez Urugwaj na 3. miejscu, wystąpił jeszcze w pojedynkach z Paragwajem (3:1) i Kolumbią (2:1).